# Miami Platja
Miami Platja o la Platja de Mont-roig, topònim recomanat per l'IEC, és una urbanització costanera de Mont-roig del Camp (Baix Camp). Miami Platja és a uns 15 km del nucli antic de Mont-roig del Camp, i és contigu al poble de l'Hospitalet de l'Infant, del qual només es troba separat pel riu de Llastres. És un dels principals nuclis turístics de la Costa Daurada.

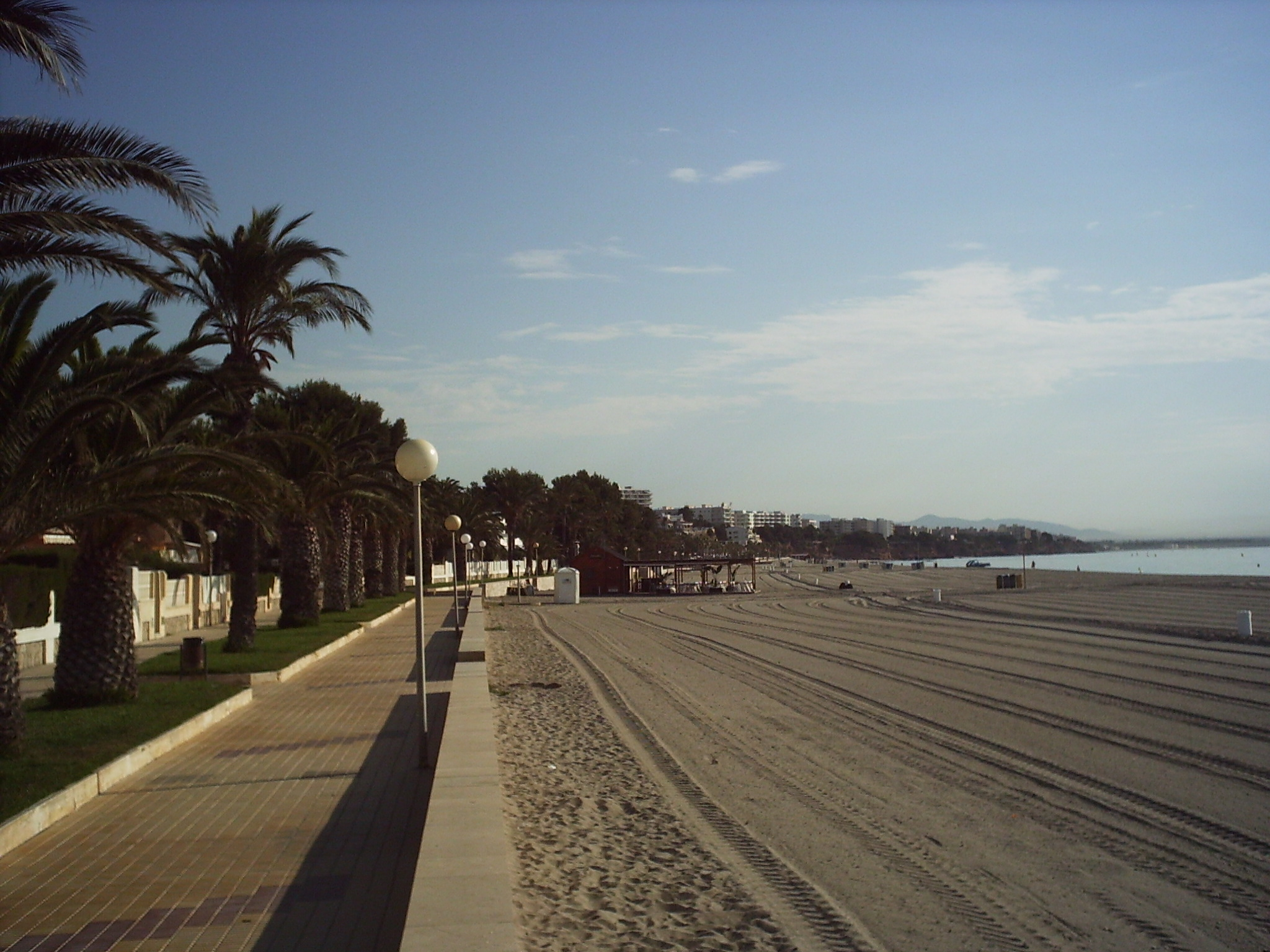
Platja de Cristall

El seu eix central és l'Avinguda Barcelona, que coincideix amb la carretera N-340, a partir del qual ha anat creixent el nucli de població. Consta principalment d'apartaments de vacances i vil·les, amb pocs hotels i la seva activitat comercial es troba concentrada al voltant de l'avinguda Barcelona. La seva línia de costa consta d'una sèrie de petites cales i d'una platja important, la Platja de Cristall. Moltes de les seves platges són de bandera blava, és a dir, són de les més netes.

## Història
L'impulsor i fundador de Miami Platja va ser el barceloní Marcel·lí Esquius i Garcia, que el 1952 va comprar l'antic vedat de caça del Marquès de Marianao, a la Plana dels Penyals. Sota les directrius de l'arquitecte Juan Zaragoza, es va urbanitzar i parcel·lar el terreny. Els primers compradors van ser famílies de Saragossa. El 1954 es va construir el primer edifici a l'actual plaça de Tarragona. L'1 de setembre de 1956 es va inaugurar una font pública a la plaça d'Espanya, amb una festa. El 25 de juliol de 1957, festa de Sant Jaume, va tenir lloc la primera Festa Major de la urbanització. El 24 de juliol de 1960, Amalia Koutsouri-Vourekas, vídua del científic Alexander Fleming, va inaugurar la plaça i estàtua dedicades al seu marit.
Des d'aquella data, el ràpid ritme de construcció i les urbanitzacions nascudes al seu voltant han convertit Miami en una vila amb identitat pròpia. Està molt ben comunicat tant per carretera amb l'autovia A-7 i amb autopista AP-7, com per ferrocarril a través de l'estació de l'Hospitalet de l'Infant.

## Etimologia del nom[calcitació]
En paraules del fill de Marcel·lí Esquius i Garcia: "El diumenge al matí, el meu pare em portava al cine Atlántico de Barcelona a veure la sessió matinal de dibuixos. En aquells temps també passaven el NO-DO. En una ocasió va sortir una notícia que parlava d'un huracà que havia passat per Miami Beach. Al cap d'uns dies, en notar vent, el meu pare va recordar la notícia i va batejar aquesta zona com a Miami Platja, traduint-ne el nom perquè tothom el pogués pronunciar"